# Hagetaubin
Hagetaubin é uma comuna francesa na região administrativa da Nova Aquitânia, no departamento dos Pirenéus Atlânticos. Estende-se por uma área de 19,13 km². Em 2010 a comuna tinha 589 habitantes (densidade: 30,8 hab./km²).